# Amphisbaena bilabialatus
Amphisbaena bilabialatus là một loài bò sát trong họ Amphisbaenidae. Loài này được Stimson mô tả khoa học đầu tiên năm 1972.